# Challenge Based Learning
Challenge Based Learning, CBL (Aprendizagem por desafio, pt) é uma abordagem multidisciplinar referente ao ensino e aprendizagem que incentiva os alunos a utilizar a tecnologia que eles aplicada em suas vidas diárias para solucionar problemas do mundo real através de esforços em suas casas, escolas e comunidades. Seu caráter colaborativo conta com alunos trabalhando com outros alunos, seus professores e especialistas em suas comunidades e ao redor do mundo para desenvolver um conhecimento mais profundo dos assuntos que os alunos estão estudando, aceitar e resolver os desafios, tomar medidas, a compartilhar sua experiência, e entrar em uma discussão global sobre questões importantes. 

## Histórico
O Challenge Based Learning faz parte de um projeto colaborativo maior iniciado em 2008 chamado de Apple Classrooms of Tomorrow-Today (ACOT2) para identificar os princípios essenciais de design do ambiente de aprendizado do século 21 com um foco no ensino médio. ACOT2 é a continuação do programa anterior da Apple, Apple Classrooms of Tomorrow (ACOT), uma investigação e colaboração solidária entre escolas, universidades e órgãos públicos de investigação que a Apple iniciou em 1985 e sustentada até 1995 com excelentes resultados.

## Implementação
O processo de aprendizagem baseada em desafio começa com uma grande ideia e se desenvolve com o seguinte: uma questão essencial, um desafio, questões norteadoras, atividades, recursos, determinando e articulando a solução, tomar medidas para implementar a solução, e a avaliação dos resultados. O processo também integra atividades importantes em curso, como reflexões, avaliações e documentação do andamento das atividades. 
Tema Geral
A grande ideia é um conceito amplo que pode ser explorada de várias maneiras, tem como objetivo ser envolvente, e ter importância para os alunos, e a sociedade em geral. Exemplos de grandes ideias são Empoderamento Social, Educação, Criatividade, Saúde, Sustentabilidade e Democracia.
Questão essencial
Por concepção, a grande ideia deve permitir a geração de uma grande variedade de questões essenciais que devem refletir os interesses dos alunos e as necessidades de sua comunidade. Questões essenciais devem identificar o que é importante saber sobre o grande ideia, refinar e contextualizar essa ideia. Cada grupo deve limitar seus pensamentos a uma questão essencial.
O Desafio
De cada questão essencial um desafio articula-se que pergunta os alunos a criar uma resposta ou solução específica que pode resultar em concreto, significativa ação.
Questões norteadoras, atividades e recursos
Gerado pelos aprendizes, questões norteadoras representam o conhecimento necessário para desenvolver com sucesso uma solução e fornecer um mapa para o processo de aprendizagem. Os alunos devem identificar lições, simulações, atividades e recursos de conteúdo, para responder às perguntas de orientação e definir as bases para que eles desenvolvam soluções inovadoras, perspicazes e realistas. Este conjunto específico de recursos pode incluir podcasts, sites, vídeos, bases de dados, especialistas, e assim por diante apoiando as atividades e auxiliando os alunos com o desenvolvimento de uma solução.
Soluções
Cada desafio deve ser indicado de forma suficientemente ampla para permitir uma variedade de soluções. Cada solução deve ser ponderada, concreto, claramente articulada e acionáveis na comunidade local. A solução também deve ser apresentada em um formato multimídia para publicação como um podcast ou vídeo curto. 
Implementação
A implementação deve permitir que os alunos testem a sua solução em um ambiente autêntico. O âmbito de aplicação pode variar muito, dependendo de tempo e recursos, mas até o mínimo esforço para colocar o plano em ação em um cenário da vida real deve ser crítica.
Avaliação
Durante o processo de avaliação dos alunos devem medir o sucesso de sua solução usando uma variedade de métodos qualitativos e quantitativos, incluindo pesquisas, entrevistas e vídeos. Através deste processo, os alunos devem determinar a eficácia da solução e podem determinar as etapas seguintes. A solução pode ser avaliado quanto à sua ligação ao desafio, a precisão do conteúdo, clareza de comunicação, aplicabilidade para a implementação e eficácia da ideia, entre outras coisas. Em adição à solução, o processo como cada equipe passou para chegar a uma solução também pode ser avaliada.
Documentação
Em cada etapa do processo de desafio os alunos devem documentar e publicar informações sobre sua experiência. Documentação e publicação utilizando blogs, vídeos e outras ferramentas cria os recursos para a reflexão e avaliação contínua. Esses recursos podem servir como base para uma carteira de aprendizagem e comunicação da solução para o mundo. A ideia é ampliar a comunidade de aprendizagem e promover o debate sobre soluções para os desafios importantes para os estudantes.
Reflexão
Ao longo do processo, os alunos devem estar refletindo continuamente sobre o conteúdo e o processo. Grande parte da aprendizagem mais profunda ocorre por considerar o processo, pensando sobre a própria aprendizagem, analisando-se as relações em curso entre o conteúdo e conceitos, e interagindo com outras pessoas.
Informação avaliativa
Avaliação pode e deve ser realizada durante todo o processo de desafio. Os resultados das avaliações formais e informais de aprendizagem devem confirmar e informar a tomada de decisão como os alunos se mover no sentido da implementação de sua solução. Durante a fase de avaliação tanto do processo e do produto pode ser avaliada.

## Processo
O fluxo de trabalho pode ser estruturado e modificado numa variedade de maneiras. O processo seguinte é uma das opções, não sendo prescritivo.
Espaço colaborativo
O espaço de trabalho deve ser compartilhado e disponível aos alunos todos os dias durante toda a semana, com os recursos necessários, o acesso às atividades, o cronograma, e atua como um canal de comunicação com o professor e entre os membros da equipe. É ideal a existência de uma grande variedade de Web 2.0 recursos disponíveis para o gerenciamento de projetos e colaboração. 
Introdução
Uma vez que a grande ideia é selecionada, o primeiro passo é desenvolver com a turma uma visão geral do grande ideai e a questão essencial relacionada. Isso define o contexto mais amplo e base para o trabalho que se seguirá. A turma, em seguida, identifica um desafio adequado ou é introduzido a um dos desafios existentes.
Formação da equipe
Estágio de formação da equipe, realizando o levantamento dos papéis e responsabilidades dos envolvidos, e debate sobre a natureza do desenvolvimento das equipes. Na força de trabalho de hoje, indivíduos com diferentes conjuntos de habilidades normalmente trabalham juntos em equipes de projetos ou desafios específicos. Durante este estágio de formação da equipe, é importante considerar os papéis e responsabilidades e discutir a natureza do desenvolvimento das equipes.
Avaliação
O professor e as equipes devem discutir o que será usado como medida do seu sucesso. Nesta etapa deve ser adotado, adaptado ou desenvolvido um projeto de avaliação para medir o sucesso de sua solução. A avaliação pode e deve ser realizada durante todo o processo por ambos: os alunos e os professores. No final, tanto do processo de desafio como do produto pode ser avaliado.
Questões Norteadoras
Depois que as equipes são formadas e informadas, os alunos devem começar o processo de identificação das questões que irão orientar a sua análise do tema-desafio. Estas perguntas devem guiar o que os alunos precisam saber para formular uma solução viável. As perguntas podem ser reformuladas ao longo do processo com base nos conceitos explorados. A fase questão norteadora é muito importante, pois cria o mapa para a aprendizagem e estabelece a base para o desenvolvimento de uma solução sólida. É importante ter tempo e permanecer nas questões e não se apressar para uma solução.
Guia de atividades
Durante esta fase, as equipes devem procurar respostas para as questões norteadoras através da participação em uma variedade de atividades de aprendizagem, a realização de investigação, experimentação, entrevistando, e explorar vários caminhos para auxiliar na elaboração da melhor solução. As atividades podem ser dirigidas ao professor ou estudante individual, todo o grupo, pequeno grupo, dependendo do tema e da necessidade. Objetiva-se nesta etapa que os alunos ganhem uma base sólida sobre quais soluções desenvolver.
Protótipo e teste da solução
Uma vez que os estudantes identificaram possíveis soluções, eles podem construí-los, julgá-los com pequenos grupos de usuários, ou apresentá-los a um grupo de foco. Este processo permite que as equipes para aprimorar sua solução. Este ciclo de refinamento move os alunos para uma implementação final de sua solução.
Implementação e Avaliação
Desenvolvimento do plano de implementação e execução para a solução. O próximo passo é desenvolver o plano de implementação para a solução e colocá-lo em ação. O âmbito de aplicação irá variar muito, dependendo de tempo e recursos, mas até mesmo o menor esforço para colocar o plano em ação em um cenário da vida real é importante.
Documentação e Reflexão
Ao longo do processo, os estudantes devem documentar o seu trabalho e refletir sobre o processo. Grande parte da aprendizagem mais profunda ocorre por considerar o processo, pensando sobre a própria aprendizagem, analisando relacionamentos contínuos com o conteúdo e entre os conceitos, interagir com outras pessoas, e desenvolver uma solução. Blogs, vídeos, podcasts, histórias digitais e fotografias são todas ótimas maneiras para documentar e refletir sobre o processo.
Publicação
Os alunos devem ser incentivados a publicar os seus trabalhos em uma variedade de locais. Uma maneira para que os estudantes publicar é criar um vídeo de dois a três minutos sobre sua solução e compartilhá-lo localmente ou publicá-lo online para visibilidade mais ampla. 
Avaliação informal
Avaliação informal que ajuda os alunos a se mover em direção a uma solução viável deverá existir ao longo do projeto. Avaliação formal pode ocorrer em pontos específicos dentro do projeto. Três pontos óbvios de avaliação envolvem o desenvolvimento de uma articulação do que torna uma solução atraente, avaliação da sua documentação sobre o processo e os resultados das medidas tomadas. Este tipo de avaliação prática é muito mais perto de como o trabalho feito no mundo fora da escola é avaliada.

## Desafios Modelo
Para ilustrar o processo de Challenge Based Learning, a Apple contratou educadores em todo o país para desenvolver uma série de desafios que podem ser usados ou modificados por outros professores. Estes desafios modelo iniciais são sobre as grandes idéias de sustentabilidade e de identidade.
Sustentabilidade é uma questão de definição para esta geração. Neste caso, o termo é definido amplamente como "satisfazer as necessidades do presente sem comprometer a capacidade das gerações futuras satisfazerem as suas próprias necessidades". Uma grande variedade de desafios podem ser apresentados sob a égide da Sustentabilidade, tais como os quatro desafios apresentados aqui sobre as questões da água, alimentos, energia e ar.

### Sustentabilidade: Água, comida, energia e ar.

#### Água
- Questão Essencial

Como é que o consumo individual de água impacta o mundo?
A água é essencial à vida na Terra. A humanidade precisa dela para beber, se manter limpo, gerar energia, e fazer crescer o alimento que é comido. Usa-se água doce do planeta mais rápido do que ela pode ser reabastecida naturalmente. O aluno pode fazer a diferença, melhorando o uso de água em sua casa, escola e comunidade.
- Desafio

Melhorar o consumo de água na sua casa, escola ou uso comunitário.

#### Comida
- Questão Essencial

Como é que o consumo individual de alimentos impacta o mundo?
A saúde humana é fruto da forma como ela se alimenta. Pode ser a hora pensar na comida e como isso afeta o corpo humano e o mundo. As decisões tomadas na escolha do que se come têm um impacto significativo sobre a saúde e bem-estar coletivos, a capacidade para executar as atividades que são feitas, e no meio ambiente.
- Desafio

Melhorar o que e como se alimenta.

#### Energia
- Questão Essencial

Qual é o impacto do consumo individual de combustíveis fósseis?
Oitenta e cinco por cento do consumo de energia americano é de combustíveis fósseis. Eles também desempenham um papel em uma ampla variedade de outros produtos que se usa diariamente. Os combustíveis fósseis estão presentes em praticamente qualquer lugar, a dependência de combustíveis fósseis é problemática. Eles são um recurso finito, a fonte de poluição considerável, e a oferta não atende à demanda mundial. Então, o que pode ser feito para reduzir o consumo familiar? O aluno primeiro precisa descobrir todas as maneiras que os combustíveis fósseis são usados na vida cotidiana, não apenas nos trajetos diários, mas em em geradores elétricos de emergência, etc.
- Desafio

Reduzir o uso familiar de combustíveis fósseis.

#### Ar
- Questão Essencial

Como minhas ações impactam no ar que se respira?
O ar respirado pode vir de qualquer parte do planeta. O que se coloca no ar acaba em pulmões de outra pessoa. De acordo com a American Lung Association, em 2001, mais de 6 milhões de crianças americanas e cerca de 14 milhões de adultos americanos sofriam de asma. Sabe-se também que a qualidade do ar tem um impacto negativo sobre as camadas de ozônio e que muitas cidades emitem alertas de ozônio. Não é só a qualidade do ar que é uma preocupação, mas também sabe-se que o ar que respiramos em escolas e nas residências pode ser perigoso.
- Desafio

Melhorar o ar que se respira.

## Apoio
Atualmente, muitas empresas possuem programas que apoiam o uso do método Challenge Based Learning . É o caso da Apple com o The Apple Learning Interchange, um recurso para rede social e colaboração em que o educador cria lições e atividades ricos com filmes, imagens e podcasts. 
Muitas organizações oferecem concursos e programas que podem ser incorporados ou complementar o processo CBL. Como exemplo, a  The Future Is Mine (TFIM), um consórcio para a iniciativa de Educação Pública, com alcance em escolas secundárias, escolas secundárias e escolas de ensino fundamental para conectar os alunos à experiências autênticas de conscientização sobre a carreira.  